# Sharp PC-1251
Sharp PC-1251 era um computador de bolso que também foi comercializado como Tandy TRS80 PC-3.

## Especificações técnicas
- Visor de cristal líquido de 24 dígitos (pixels 5x7)
- Alto-falante integrado
- Mesmo conector para impressora e unidade de fita, como PC-1401
- Duas baterias embutidas